# Aloc
L'aloc (Vitex agnus-castus) és un arbust caducifoli de la família de les lamiàcies. També rep el nom d'agnocast, alís, pebre bord, pebre foll d'Espanya, pebre de frare o ximbla.

## Descripció
Té una alçària compresa entre els 1 i 3 m i presenta forma arbòria. Es caracteritza per tenir les fulles oposades, d'entre 4 i 12 cm, llargament peciolades i palmades.
La floració té lloc entre els mesos de juny i setembre. Les flors, d'un blau lilós, es reuneixen en llargues i estretes espigues molt flairoses i vistoses a l'estiu. El fruit és petit, esfèric i de color negre.

## Distribució i hàbitat
L'aloc és natiu de la costa mediterrània. A Catalunya viu junt amb un seguit de plantes de flors vistoses (la vinca grossa, l'òlbia, la barretera i el magraner) associat als marges de les rieres, torrents i rambles del litoral silícic, i és al Maresme on es troba més ben representat. Normalment creix entre els 0 i els 200 metres d'altitud. Cada cop, però, és més difícil trobar alocs.
Les causes poden estar relacionades amb l'ús del sòl amb la implantació d'indústries, urbanitzacions, carreteres, etc. que han accelerat la degradació d'aquesta comunitat i afavorit l'expansió d'espècies, com ara la canya. En determinades zones, com a les illes Balears està amenaçada i és considerada una espècie d'especial interès.

## Etimologia
Vitex prové del llatí i significa "agnocast", i del grec ágnos, que és el nom d'aquesta planta. Per confusió amb hagnós que vol dir cast, va néixer la superstició que la llavor de l'agnocast servia per a guardar la castedat; d'aquí ve que se li afegís el nom llatí de castus.

## Usos
Dels múltiples usos i virtuts medicinals que se li han trobat, cal destacar el seu ús per tractar disfuncions hormonals femenines (estimula la producció i sortida de la llet materna i produeix una millora en la majoria de dones amb síndrome premenstrual (SPM), infertilitat i en la malaltia de Parkinson. Popularment s'ha usat per les seves propietats anafrodisíaques, com indica el seu nom en llatí. Tradicionalment havia estat usat per la pagesia per consolidar les motes de terra així com per fer estris de vímet i foragitar els polls del bestiar.